# Dystonia
Dystonia – występowanie ruchów mimowolnych powodujących skręcanie i wyginanie różnych części ciała, przez co chory przybiera często nienaturalną postawę. Pojęcie dystonii wprowadził do medycyny Hermann Oppenheim w 1911 roku, opisując dystonię mięśniową deformacyjną.

## Etiologia
Etiologia dystonii jest różnorodna: może to być objaw chorób neurologicznych uwarunkowanych genetycznie, objaw choroby bez podłoża genetycznego (np. urazu, udaru, zakażenia, choroby zwyrodnieniowej mózgu) albo efekt niepożądany działania pewnych leków (np. neuroleptyków blokujących receptory D2).

### Klasyfikacja
Podział zespołów dystonicznych ze względu na etiologię (według Jankovica i Cardoso)
1. Dystonia pierwotna
  1. Postacie sporadyczne
  2. Postacie dziedziczne
    1. Dystonia mięśniowa deformacyjna (typu 1; Oppenheima; DYT1)
    2. Dystonia głowy i szyi o wczesnym początku (DYT13)
    3. Dystonia szyi rozpoczynająca się u dorosłych (DYT7)
    4. Dystonia o różnym fenotypie (DYT6)
    5. Dystonia szepcząca (DYT4)
2. Dystonia wtórna
  1. Zespoły dystonia-plus
    1. Postacie sporadyczne
    2. Postacie dziedziczne
      1. Dystonia miokloniczna (DYT11)
      2. Dystonia wrażliwa na dopaminę (zespół Segawy; DYT5; DRD)
      3. Dystonia-parkinsonizm o wczesnym początku (DYT12; RDP)
      4. Dystonia-parkinsonizm sprzężona z chromosomem X (lubag; DYT3)

  2. Dystonia skojarzona z zespołami neurodegeneracyjnymi
    1. Postacie sporadyczne
      1. Choroba Parkinsona
      2. Postępujące porażenie nadjądrowe
      3. Zanik wieloukładowy
      4. Zwyrodnienie korowo-podstawne
      5. Stwardnienie rozsiane
      6. Mielinoliza środkowa mostu

    2. Postacie dziedziczne
      1. Choroba Wilsona
      2. Choroba Huntingtona
      3. Młodzieńcza postać parkinsonizmu z dystonią
      4. Postępujące zwyrodnienie gałek bladych
      5. Choroba Hallervordena-Spatza
      6. Zespół HARP
      7. Choroba Josepha
      8. Ataksja-teleangiektazja
      9. Neuroakantocytoza
      10. Zespół Retta
      11. Rodzinne zwapnienie zwojów podstawy (choroba Fahra)
      12. Zwyrodnienie rdzeniowo-móżdżkowe
      13. Zanik oliwkowo-mostowo-móżdżkowy
      14. Dziedziczna paraplegia spastyczna z dystonią
      15. Dystonia-parkinsonizm sprzężona z chromosomem X
      16. Zespół delecji 18q

  3. Dystonia skojarzona z zaburzeniami metabolicznymi
    1. Dystonie skojarzone z zaburzeniami metabolizmu aminokwasów
      1. Kwasica glutaronowa
      2. Kwasica metylmalonowa
      3. Homocystynuria
      4. Choroba Hartnupów
      5. Tyrozynoza

    2. Dystonie skojarzone z zaburzeniami metabolizmu lipidów
      1. Leukodystofia metachromatyczna dziecięca (choroba Greenfielda)
      2. Lipofuscynoza ceroidowa
      3. Lipidoza dystoniczna (histiocytoza lipidowa)
      4. Gangliozydozy GM1 i GM2
      5. Niedobór heksaminidazy A i B

    3. Inne zaburzenia metaboliczne
      1. Choroba Wilsona
      2. Encefalopatie mitochondrialne
      3. Choroba Leigha
      4. Dziedziczna neuropatia nerwu wzrokowego Lebera
      5. Choroba Lescha-Nyhana
      6. Niedobór izomerazy triozofosforanowej
      7. Niedobór witaminy E
      8. Niedobór biopteryny

  4. Dystonie spowodowane znanym czynnikiem zewnętrznym
    1. Okołoporodowy uraz mózgu i żółtaczka jąder podkorowych: mózgowe porażenie dziecięce, dystonia o późnym początku
    2. Czynniki zakaźne: zapalenie mózgu, śpiączkowe zapalenie mózgu, choroba Creutzfeldta-Jakoba, AIDS, gruźlica, kiła
    3. Zapalenie pnia mózgu na tle nowotworowym
    4. Udary mózgu
    5. Guzy mózgu
    6. Malformacje tętniczo-żylne
    7. Urazy i operacje mózgu
    8. Urazy obwodowe
    9. Czynniki toksyczne: mangan, tlenek węgla, dwusiarczek węgla, metanol, disulfiram, jady błonkówek
    10. Leki: lewodopa, bromokryptyna, leki antypsychotyczne, metoklopramid, fenfluramina, flekainid, ergotamina, leki przeciwpadaczkowe, niektóre blokery kanału wapniowego
3. Inne zespoły hiperkinetyczne skojarzone z ruchami dystonicznymi
  1. Zespoły tikowe z tikami dystonicznymi
  2. Dyskinezy napadowe
    1. Napadowe dyskinezy wywołane ruchem (PKD, PKC, DYT10)
    2. Napadowe dyskinezy nie wywoływane ruchem (PNKD, DYT8)
    3. Napadowe dyskinezy wywołane wysiłkiem (PED)
    4. Napadowe dyskinezy występujące w fazie NREM (PHD)

  3. Dystonia występująca w trakcie snu
4. Dystonia psychogenna
5. Pseudodystonie
  1. Podwichnięcie szczytowo-obrotnikowe
  2. Zespół Arnolda-Chiariego
  3. Jamistość rdzenia
  4. Zespół Klippla-Feila
  5. Przedsionkowy kręcz karku
  6. Patologia tkanek miękkich szyi
  7. Wrodzony posturalny kręcz karku
  8. Zespół Isaacsa
  9. Zespół Sandiffera
  10. Zespół sztywnego człowieka